# えんどろ〜!
『えんどろ〜!』は、Studio五組制作による日本のテレビアニメ作品。2019年1月から3月までTOKYO MXほかにて放送された。
『ゆるゆり』の原作者である漫画家のなもりがキャラクター原案を手掛けるオリジナルテレビアニメであり、異世界のナラル島を舞台に主人公・ユーシャを中心とした勇者パーティーの冒険と日常を描いたファンタジーである。テレビアニメに加えて、コミカライズやフィギュア化などのメディアミックスも行われる。

## あらすじ
剣と魔法の大陸ナラル島には、人々とモンスターが共存して暮らしている。しかし、そこに恐ろしい魔王がいた。大昔に初代勇者によって魔王は倒されたが、その後も何度でも魔王は蘇り、それを倒そうとする勇者もまた現れる。
勇者に選ばれた少女・ユーリア・シャルデットことユーシャは、聖者のセイラ、戦士のファイ、魔法使いのメイの3人と共に、魔王を退治するための旅に出た末、遂に魔王と対峙。圧倒的な力を持つ魔王の前に追い詰められるが、ユーシャの判断で4人のカルタードの力を合わせた禁断の大魔法を発動。強大な力の前に魔王は時限の彼方へ消え去り、ユーシャたち4人の冒険は終わりを告げる。
目を覚ましたユーシャは、冒険者学校に通う生徒でセイラ、ファイ、メイと一緒に同じクラスで学んでいた。そこへ幼女のような新任教師・マオが赴任する。
実は禁断の大魔法を使った際、ユーシャのミスで魔法は失敗して暴走、時間が巻き戻り、魔王は記憶を保持したまま本来の幼い姿となって、過去の世界に転送されてしまった。そこではユーシャはまだ勇者になる前だった。魔王はユーシャが勇者になる運命を改変すべくマオと名乗って冒険者学校で教師となり、暗躍を開始するが、転送前の記憶を持たないユーシャたち4人はマオの指導の下で偶然ながらも彼女の妨害を乗り越え、歴史通り冒険者としてのスキルを磨いていく。
冒険者学校には勇者に憧れるローナ姫もやってくる。ある日、一行はちびドラゴンの体内にいた記憶喪失のゴーレムメイゴと遭遇。彼女の記憶を呼び起こすため、ローナ姫が使ったレアカルタードでユーシャたちは魔王を倒した記憶を取り戻す。ローナ姫はメイゴを王国で保護しようとするが、マオはメイゴを見捨てられず、その場の勢いで魔王の姿になり、ローナ姫をさらって魔王城に立てこもる。魔王は勇者によって何度も倒されたことにより力を削られており、あと一度倒されれば消滅する運命だった。倒さなければ国が危機となる。長い間孤独だったマオはユーシャ達に倒されることを望む。それでもマオを殺したくないユーシャは、悩んだ末、勇者の剣をちびドラゴンに食べさせ、勇者をやめることにした。だがマオを倒さないと力を取り戻して国が滅ぶと知り、大慌てになる。だがメイゴの機転で魔王もちびドラゴンに一度食べさせることで魔王の概念を破壊し無力化することに成功。結果的に国もマオも救ったユーシャたちは再び学園生活に戻るのであった。

## 登場人物

### 勇者パーティー
ユーシャ / ユーリア・シャルデット
声 - 赤尾ひかる
本作の主人公。無職→第999代勇者→無職。4人組パーティーのリーダー格。一人称は「あたし」でたまに「私」も使う。当初は「無職」で、カルタードで変化させた武器も棍棒であったが、洞窟内に隠された遺跡の最深部に鎮座していた勇者の剣を引き抜いた結果、勇者となった。（ろ〜る1）しかし、周囲からは勇者と名乗っても冗談として受け取ってもらえておらず、ローナによって正式な勇者として認められた。
普段は天然なドジっ子娘で、他人の家に侵入してアイテムを探そうとするなど非常識な行動を起こすこともあるが、基本的にはどんな相手にも優しく、誰かが困っていたり、助けを求められると放ってはおけず、自身のクエストを後回しにして助けようとする正義感の持ち主で、ローナのことは姫ではなく友達として見ており、「ローナちゃん」と呼んでいる。また、セイラから「（こういう時だけ）勇者属性を持っている」と言われるほどの幸運体質の持ち主で、クエスト中に偶然近道や突破口を見つけ出すこともしばしば。
実はユーシャたち4人組パーティーは未来の世界で魔王と対峙し、ユーシャが呪文を噛んだことで禁断の魔法の失敗に巻き込まれてマオと共に過去へ飛ばされ、他の仲間と共に記憶を失って同じ出会い方をしていたことが明らかになっている。ローナの失われた記憶を取り戻す伝説のレアカルタードによって、その際の記憶が戻った。最終回ではマオを殺したくない想いからちびドラゴンに勇者の剣を食べさせ、結果的にマオも世界も救うことが出来た。
セイラ / エレノワール・セイラン
声 - 夏川椎菜
聖者であるエルフの少女。一人称は「私」。真面目な性格で面倒見が良く、メンバー4人の中では比較的常識人でツッコミ役。しかし自室が散らかっていたり料理下手など女子力が低く、またユーシャたちの言動に振り回されたり、忘れ物をしたりなどの時折間の抜けた一面を見せることもある。また、存外精神面は脆く、怖い話や痛い話が苦手だったり、追い詰められると泣きじゃくったりパニックを起こしたりする。ツノゴリラが好きで、妄想を語り出すと止まらなくなるほどでもある。4人の中で長身でスレンダーだが一番の貧乳の持ち主で本人はそのことを気にしている。
カルタードで変化させた武器は、ハンマー型。弓矢型の武器も持っているが、本の読みすぎによる近眼のために眼鏡をかけなければ使用できず、本人はガリ勉に見られるということで眼鏡をかけること自体を嫌っている。
ファイ / ファイ・ファイ
声 - 小澤亜李
戦士の元気娘。一人称は「ファイ」で漫画版では「私」であった。天真爛漫な明るい性格で、食べることが何よりも大好き。しかし空腹が限界を超えると癇癪を起こした後仲間に襲いかかり甘噛みをする癖があり、セイラが主に被害に遭うことが多い。その一方で暴走しがちなメイを止めようとするなど、食べ物のことを除けば常識的な一面も見せている。小さい頃から森で育ったために、身体能力も高く軽い身のこなしを披露するワイルドかつアクティブな一面も見せ、また動物と心を通わせることができる能力を持っており、野生のツノゴリラとあっさり仲良くなっている。
カルタードで変化させた武器は、グローブ型。
メイ / メイザ・エンダスト
声 - 水瀬いのり
魔法使いの少女。一人称は「自分」で漫画版では「私」を用いたことがある。語尾に「〜っす」とつけて話す。一見無表情でクールで知的に見えるが、実際は駄洒落や的外れな発言など頭の悪い言動が目立つ。極度のカルタード好きで、そのオタクっぷりが余って徹夜も日常茶飯事であり、カルタード購入のために徹夜組も辞さないほど。また、常にカルタードの店の入荷はチェックしており、カルタードのマニアたちが集まる集会に参加している。一方で見た目通り、料理が得意であったりするなど、家庭的な一面を見せることもしばしば。
カルタードで変化させた武器は、ロッド型。

### その他
ローナ姫 / ローナ・プリシパ・オ・ラパネスタ
声 - 麻倉もも
ラパネスタ王国の王女。国王である父親（声 - 堀内賢雄）の命を受けて、王女の座を務めている。勇者学校に転校してからは、ユーシャたちが住む宿舎の隣のお屋敷に住んでいる。
普段は一般人であっても分け隔てなく接する、おっとりとした優しい性格の持ち主。その一方でお節介焼きな一面もあり、冒険者学校でユーシャを勇者であることを知らしめるような催し物を開いたり、レアカルタードを買い占めてメイにあげようとするなど、勇者のことになると思いがけない行動を取っては迷惑をかけることもしばしば。身体能力が低くアクティブなことにはついていけず、カナヅチでもある。
幼い頃に勇者の冒険物語を読んでいたことから、勇者に憧れを持っており、いつしか自身の前に勇者が現れることを待ち望んでいた。念願叶って勇者を名乗るユーシャと出会い、彼女を正式な勇者として認めたが、催し物でモンスターが暴れ出すトラブルが起きた際に彼女の勇者ではなく自身のために行動するという言動から関係以上の特別な感情を抱くようになり、冒険者学校の催し物の後、転校生として学校に入学した。しかし、ユーシャが勇者らしくないことに不満を持っており、マオに協力してもらって魔王にさらわれるという一芝居を打ったが、ユーシャはローナのことを姫ではなく友人として見ており、物語の勇者の理想ばかり求めるあまり目の前が見えていなかったことを自覚し彼女たちに謝罪、ユーシャたちのことを改めて友人として見るようになった。
マオ / 魔王
声 - 久野美咲（マオ）、玄田哲章（魔王）
冒険者学校の新任教師。一人称は「我」。見た目は角と翼を生やした少女の様な可愛らしさだが、その正体は未来の世界で勇者ユーリア・シャルデットのパーティーと戦っていた魔王本人。しかし、ユーシャたちと対峙したときの魔王の姿は自身の魔力で変えたものであり、前述の少女のような外見が本来の姿である。この姿は変装のカルタードを使ってもなることができる。魔王でありながら、性格は生真面目と言えるぐらいの常識人で、非常識な暴走行為に出たユーシャ達を叱責したり迷惑をかけた人間に一緒に謝るなど、何だかんだで面倒見の良さも見せていたりする。その一方で、モンスターを怒らせて暴走させてしまったり、泥酔するまで飲んだ後に裸で眠ってしまい風邪を引いてしまうなど、時折らしくない失態を犯してしまうこともある。また、かつてゴーレムに世話を任せっきりだったこともあり、一人で自炊はできず部屋も散らかり放題である。高笑いする度にむせる。
初代から数えれば999代目の魔王であり、細かい部分は曖昧ながらもこれまでの魔王の3000年の記憶も全て引き継がれている。メイドであるゴーレムなどの配下は大勢いるものの、本心では孤独感と満たされない生活を送っており、ナラル島を支配して魔王城での生活を終わらせようとしていた。そんな最中、勇者一行との最終決戦でユーシャたちが使った禁断の魔法の失敗に巻き込まれ、ユーシャが勇者になる前の時間軸にタイムスリップしてしまう。勇者も魔王も存在しない世界で勇者を誕生させまいと目論むも、幼い姿がゆえに周囲の住民には全く相手にされず、空腹で意識を失ったところをクエスト中の幼女好きな冒険者学校の教師である女戦士（声 - 種﨑敦美）に拾われ、成り行きでクエストに参加。クエスト達成後、共にモンスターを倒した実力を買われて冒険者学校の教師になることを誘われて一度は断るものの、王立で安定した生活を送れると聞くとあっさりと引き受けた。その学校にユーシャたちが通っていることを知るとユーシャたちを退学へ追い込まんと策略を巡らすが、見た目の可愛さに加え生来の真面目さや面倒見の良さなどが重なった結果、逆に学校中の人気教師と化してしまう。さらにユーシャたちの余りの自由奔放さから同じことが繰り返されるだけと推測し、嫌気が差してあっさりと魔王をやめてしまった。
女戦士とは一緒に飲みに行くなど、良好な関係を築いている。一方で、ユーシャたちのことは「空気を読まない奴ら」と認識しており、度々迷惑を被っている。最終回では再びユーシャ達の敵として立ちはだかる一方、非情に成りきれず自分を倒して欲しいと願うも終盤、ユーシャがちびドラゴンに勇者の剣を食べさせたこととメイゴが自身をちびドラゴンに食べさせ、吐き出されたことで魔王としての力を失い、その後ら再び教師として指導することになった。
マオについて、監督のかおりは進行役を担うキャラクターだとしており、シリーズ構成のあおしまはその役回りから裏主人公といっても過言ではないとしている。
ちびドラゴン
声 - 西明日香
ユーシャたちのパーティーと一緒に行動している、緑色の小さなドラゴン。言葉を発することはできず、「メ〜イ」「メ〜」と鳴く。ユーシャからは「ちびちゃん」と呼ばれている。普段はユーシャの頭の上に乗っていたり、パーティーの周りを飛び回っているが、授業中に居眠りしているユーシャを心配するなど良識的な部分も持つ。また、ユーシャたちに肉体を滅ぼされた邪神の魂を食べたり、ユーシャの剣を食べて錆びを直したりするなど、時折謎の特殊能力を見せることもしばしばあり、終盤では食べたものの概念を破壊することが判明した。
普段はデフォルトしたような姿をしているが本来はドラゴンらしい巨大な姿でユーシャが失敗した魔法が暴走した際、一瞬だけ登場したり、メイゴの回想やエンディングで姿を確認できる。
メイゴ
声 - 佐藤聡美
かつて魔王ことマオに仕えていたメイドの格好をしたゴーレム。その強さは魔王の四天王を上回るほどでユーシャたちも手こずっていた。
実は彼女もユーシャたちとマオが禁断の魔法の失敗に巻き込まれた後は消息不明になっていたが、どういう経緯かちびドラゴンの腹の中に収まっており、マオに仕えていたころの記憶も失われていた。後にローナの失われた記憶を取り戻す伝説のレアカルタードによって、その際の記憶が戻った。ちびドラゴンに食べられたことでゴーレムとしての概念を失い、心を持ち、主人のマオを救いたいと願っている。
女戦士
声 - 種崎敦美
マオの同僚である冒険者学校の教師。褐色肌のビキニアーマー女戦士。マオの飲み友達でもあり、教師になるように誘ったのは彼女である。ロリコン系ガチ百合の性癖あり、本人曰く「マオ先生のアメとムチならどちらもアメです」と豪語するほどマゾな一面もある。また、マオに対して話すさい、なぜか本音と建前が逆になってしまうため、そうした目線で見ていることはマオにはバレてしまっている。

## 用語

### 地名・施設
ナラル島
本作の舞台となる島。
ラパネスタ王国
ナラル島にある唯一の国家。
冒険者学校
ユーシャたちが通う冒険者の育成を目的として設立された学校。基本的知識を身につける座学は勿論、魔物と戦う戦闘力を養う訓練や、カルタード運用法の説明など、冒険者育成に関連する授業の導入には余念が無い。また、実習関連の授業内容も本格的で、初心者向けのダンジョンでの探索や冒険者ギルドで初歩的クエストの請負いを行っており、クエスト実習で成功させればちゃんと報酬も得られる。
実は王立の学校で、学校の教師達は王家側の命令に逆らえない立場にあり、ローナ姫の我侭に付き合わされる形で、勇者を称える催しである「勇者祭」開催の準備をさせられていたりする。その実情を聞いたファイからは、「自由を愛する冒険者も、結局は為政者の便利な手足に過ぎないって事だね…」と、世知辛い評価をされるに至っている。

### アイテム
カルタード
本作に登場するカード型のアイテム。武器や道具に変化させたり、魔法を発動させたりするなど、様々な用途に用いられ、冒険者や魔法使い達にとっては必需品となっている。カード1枚につき、使うことができる回数は1回のみであるが、魔力を充填すれば再使用も可能となっている。また、カードに秘められた力にも有限はあるが、複数のカードを組み合わせる形で発動すると、時として想像を超える様な力も発揮する。
専門店も存在し、メイのような徹夜組に対するペナルティ制度も存在するほどである。
人工物ではなくカルタードの樹（タルカ村で自生・栽培）の果実である。

## 作風
誰かが死んだりツラい思いをしたりすることがない、ゆるい日常ものをコンセプトとしている。メインキャラクターがわちゃわちゃしている会話劇が基本となっている。ただの日常ものと大差ないものにならないように、ゆるさを踏まえた上でファンタジーの世界観を利用している。
世界観は中世ヨーロッパをモデルとしている。ただし年代が広いことから、美術設定の柴田には石造りの街並みではなく素朴な木の文化の世界観と指定されていたが、資料がほとんど残っていないことから、一から世界観を作ることになった。木の世界であるため、ゆるい線で描くという抜け感を大事にするために、美術監督の込山には、柔らかい色合いにすることや、パースをきっちり取るのではなく少しゆるさもある世界にすることを伝えられていた。
かおりはファンタジーについては、ドラゴンクエストシリーズやファイナルファンタジーシリーズなどのゲーム、『ロードス島戦記』などの小説を読み漁った若いころの知識を思い出しながら、「ファンタジー」と聞いて想像される世界の最大公約数を取るように世界観を作ったという。
空を印象的なものにするために、空の青さや雲の雰囲気は現実感を重視して描かれている。夕景については、時間帯を意識して数種類制作された。
モンスターデザインは、ホビージャパンからの雛形のオーダーをアニメーション用にブラッシュアップするかたちで、岩永によって多様に設定された。
メインキャラクター4人は、それぞれ特徴が異なる体型をしている。かおりは、最近の女の子ものの作品では、作画作業で手間がかかることもあってキャラクターの体型にほとんど差がないが、本作はメインキャラクターが4人のみであることから、総作画監督の大田にキャラクターの作画上のポイントを伝えていた。女の子の可愛さについては、かおりがそれまで関わってきた作品と同じこだわりが取り入れられている。
第1話はクライマックスから始まり、開始から数分でエンドロールが流れた。魔王を倒した後のユーシャたちの日常から始めることが決められていたため、それを表現するために、本作では最初で最後のつもりで本気の戦闘シーンを作り、そこで一度終わらせる構成となった。
当初は、ユーシャの魔法が失敗したことでキャラクターの記憶がリセットされレベル1からスタートするという設定で、そこから記憶を唯一保持しているマオとその他のキャラクターが過去に飛ばされる設定になった。マオは中盤までユーシャの邪魔をする展開が想定されていたが、あまり面白くないという判断により、第2話で魔王を辞める展開となった。

## スタッフ
監督のかおりは、Studio五組からオファーを出された理由について、『ゆゆ式』などの日常ものに携わっていた経緯があるからではないかと話している。かおりがオリジナルアニメを手がけるのは本作が初であったことから、シリーズ構成のあおしまに頼んでプロデューサー陣と話し合ってキャラクターの設定を決め、約2年かけてシナリオを制作していった。
なもりがキャラクター原案を担当することは企画段階からの案で、かおりの後になもりにオファーが出され、なもりの原案をもとにストーリーが固められていった。
- 原作 - い〜あ〜るぴ〜![1]
- 監督 - かおり[1]
- シリーズ構成 - あおしまたかし[1]
- キャラクター原案 - なもり[1]
- キャラクターデザイン - 飯塚晴子[1]
- モンスターデザイン - 岩永悦宜[2]
- 総作画監督 - 大田謙治[2]
- 美術監督 - 込山明日香[2]
- 美術設定 - 柴田千佳子[2]
- 色彩設計 - 松山愛子[2]
- 撮影監督 - 東郷香澄[2]
- 編集 - 武宮むつみ[2]
- 音楽 - 藤澤慶昌[2]
- 音響監督 - 明田川仁[2]
- 音響効果 - 小山恭正[2]
- 音響制作 - マジックカプセル[2]
- 音楽制作 - キングレコード[2]
- プロデュース - EGG FIRM[1]
- チーフプロデューサー - 森井佑介、河原正信、大澤信博
- プロデューサー - 鈴木廉太、横田正明、小澤文啓、菊池正義、長谷川嘉範、青木隆夫、畠山拓郎
- 製作プロデューサー - 中西豪、名越稔洋、金庭こず恵
- アニメーションプロデューサー - 柴田知典
- アニメーション制作 - Studio五組[2]
- 製作 - えんどろ〜製作委員会！（キングレコード、ホビージャパン、クロックワークス、セガゲームス、ムービック、Studio五組、EGG FIRM）[2]

## 主題歌
オープニングテーマ「えんどろ〜る!」
ユーシャ（赤尾ひかる）、セイラ（夏川椎菜）、ファイ（小澤亜李）、メイ（水瀬いのり）ら「勇者パーティー」によるオープニングテーマ。作詞は栁舘周平、作曲・編曲は齋藤真也。
「Wonder Caravan!」（第2話 - 第11話）
水瀬いのりによるエンディングテーマ。作詞・作曲・編曲は新田目翔。

## 各話リスト
| 話数     | サブタイトル                | 脚本           | 絵コンテ            | 演出                   | 作画監督                                                          |
| -------- | --------------------------- | -------------- | ------------------- | ---------------------- | ----------------------------------------------------------------- |
| ろ〜る1  | エンドロールにはまだ早い〜! | あおしまたかし | 川畑えるきん かおり | 濱崎徹                 | 大田謙治 小菅洋                                                   |
| ろ〜る2  | 魔王、夕陽に散る〜!         | あおしまたかし | 信田ユウ            | 信田ユウ               | 正木優太 水野隆宏                                                 |
| ろ〜る3  | クエスト実習〜!             | 杉原研二       | 牧野友映 かおり     | 牧野友映               | 黒田和也 大原大 山内大輔 レベルゼロ                               |
| ろ〜る4  | 海と水着と邪神討伐〜!       | 鴻野貴光       | 林直孝              | 古川博之 濱崎徹 かおり | 古川博之 島崎望 櫻井拓郎 西島圭祐 宇佐美翔平 小菅洋               |
| ろ〜る5  | 私の勇者様〜!               | あおしまたかし | 八谷賢一            | 山本天志               | 寿夢龍 永山恵 小菅洋                                              |
| ろ〜る6  | 六畳一間、魔王付き〜!       | あおしまたかし | 祝浩司              | 濱崎徹                 | 水野隆宏 大原大 山内大輔 和田賢人 平田雄三                        |
| ろ〜る7  | ローナ姫ファイと〜!         | 杉原研二       | こでらかつゆき      | 村田尚樹               | 黒田和也 細田沙織 徳田夢之介 酒井孝裕 レベルゼロ                  |
| ろ〜る8  | 私のユーシャ様〜!           | 鴻野貴光       | 信田ユウ            | 牧野友映               | 小菅洋 松村康功 水野隆宏 山内大輔 永山恵 島崎望 櫻井拓郎 片岡英之 |
| ろ〜る9  | 秘祭！カルタード祭り〜!     | 杉原研二       | 祝浩司              | まつもとよしひさ       | はっとりますみ 小関雅 山村俊了 大髙雄太 松井京介 粉川剛           |
| ろ〜る10 | 雪山の夢〜!                 | 鴻野貴光       | 山本天志            | 山本天志               | はっとりますみ 永田有香 片岡恵美子                                |
| ろ〜る11 | ファイナルデッドエンド〜!   | あおしまたかし | 川畑えるきん        | 濱崎徹                 | 平田雄三 細田沙織 正木優太 黒田和也 酒井孝裕 小島唯可             |
| ろ〜る12 | エンドロールのその先は⋯⋯    | あおしまたかし | かおり              | かおり                 | 小菅洋 片岡英之 平田雄三 水野隆宏 永山恵 山内大輔 小関雅          |

## 放送局
| 放送期間                | 放送時間                     | 放送局       | 対象地域 | 備考                      |
| ----------------------- | ---------------------------- | ------------ | -------- | ------------------------- |
| 2019年1月13日 - 3月31日 | 日曜 1:00 - 1:30（土曜深夜） | TOKYO MX     | 東京都   |                           |
|                         |                              | BS11         | 日本全域 | BS放送 / 『ANIME+』枠     |
| 2019年1月14日 - 4月1日  | 月曜 23:00 - 23:30           | とちぎテレビ | 栃木県   |                           |
|                         |                              | AT-X         | 日本全域 | CS放送 / リピート放送あり |

| 配信期間                | 配信時間                                   | 配信サイト                                                                                              |
| ----------------------- | ------------------------------------------ | --- |
| 2019年1月13日 - 3月31日 | 日曜 1:00 更新                             | あにてれ アニメ放題 GYAO! dアニメストア ニコニコ動画 ビデオマーケット FOD Amazonプライム・ビデオ U-NEXT |
|                         | 日曜 1:00 - 1:30                           | AbemaTV                                                                                                 |
| 2019年1月15日 - 4月2日  | 火曜 12:00 更新 月曜 12:00 更新（2話以降） | TSUTAYA TV バンダイチャンネル ひかりTV ふらっと動画                                                     |
| 2019年1月16日 - 4月3日  | 水曜 0:00 更新 火曜 0:00 更新（2話以降）   | ビデオパス J:COMオンデマンド                                                                            |

## BD
| 巻 | 発売日        | 収録話          | 規格品番    |
| -- | ------------- | --------------- | ----------- |
| 1  | 2019年3月27日 | 第1話 - 第3話   | KIZX-377/8  |
| 2  | 2019年4月24日 | 第4話 - 第6話   | KIZX-379/80 |
| 3  | 2019年5月29日 | 第7話 - 第9話   | KIZX-381/2  |
| 4  | 2019年6月26日 | 第10話 - 第12話 | KIZX-383/4  |

## 漫画
2018年8月9日より、コミックファイアにて月1回のペースで連載された。作画はいづみみなみ。
2019年2月27日には単行本が発売され、こちらではアフレコレポート、裏話などの漫画やアニメ本編7話までの資料集を収録している。ISBN 978-4-7986-1869-2。